# Onde de gravité
Ne doit pas être confondu avec Onde gravitationnelle.

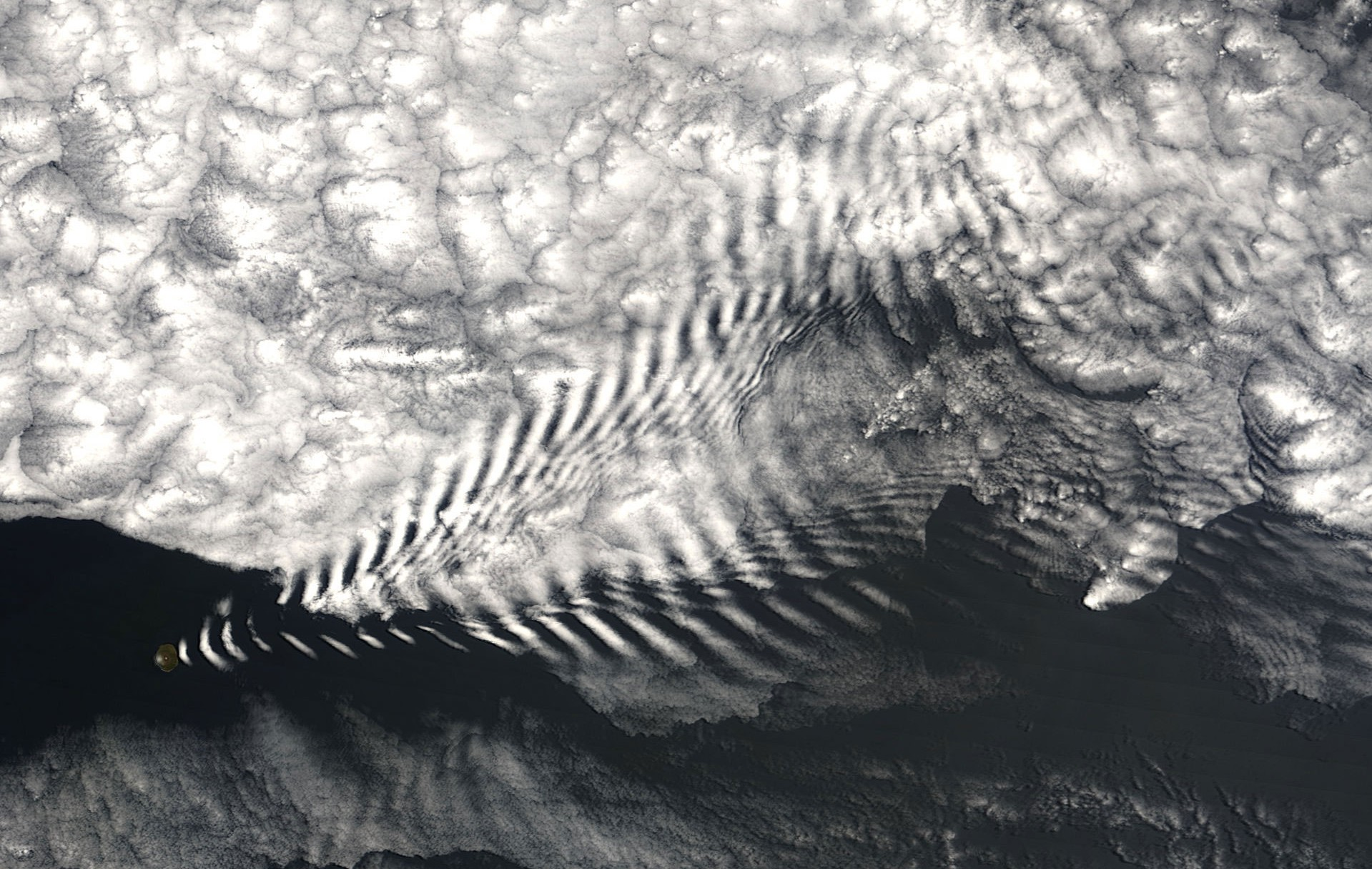
Motif nuageux formé par les ondes de gravité en aval de l'île Amsterdam, une île volcanique de l'océan Indien.

En mécanique des fluides, on désigne par onde de gravité une onde se déplaçant sur la surface libre d'un fluide soumis à la gravité. 
En océanographie, les vagues en milieu ouvert ou le ballottement en milieu fermé constituent des exemples d'ondes de gravité. 
En météorologie, on observe des ondes de gravité créées par la chute d'une masse d'air (par exemple sous le vent d'un relief) qui subit la poussée d'Archimède car elle a une densité supérieure à l'air environnant. Elles peuvent mener à la création de bandes nuageuses parallèles, correspondant aux minima de pression (« crêtes » de l'onde), par exemple des cirrus vertebratus.
Il ne faut pas confondre onde de gravité et onde gravitationnelle. Cette dernière notion est reliée à la propagation de la gravitation dans la relativité générale d'Albert Einstein.

## Principe
Une parcelle de fluide qui se trouve dans un champ de gravité est attirée vers le bas. Dans un environnement fluide, elle subit aussi une force de sens inverse à la pesanteur, la poussée d'Archimède, qui en situation stable compense exactement la pesanteur. Dans un fluide verticalement stratifié, c'est-à-dire dont la densité augmente avec la profondeur (qui est l'effet de la décroissance de la pesanteur lorsque l'altitude augmente), une parcelle de fluide qui est déplacée vers le bas (par exemple par le vent), se retrouve dans un environnement de densité plus élevée qu'elle. La poussée d'Archimède tend dès lors à la remonter à sa position initiale. Cette force donne une vitesse verticale à la parcelle, ce qui lui fera en fait dépasser son point d'équilibre. En continuant son ascension, elle se dirigera vers une zone moins dense qu'elle et la gravité l'emportera, la ramenant vers le bas. On obtient ainsi une oscillation à amortissement autour du point d'équilibre, comme une masse accrochée au bout d'un ressort.

### Onde de gravité océanique
Les vagues et la houle à la surface de la mer sont les exemples les plus communs d'ondes de gravité de surface. Le vent agissant sur la surface de la mer cause des différences de hauteur de celle-ci qui se propagent, en première approximation dans la direction du vent (le phénomène du transport d'Ekman dû à la force de Coriolis modifie cette direction). L'eau au sommet de la vague ayant une énergie potentielle plus grande que celle dans les creux, la gravité tend à ramener les deux vers le point médian et induit la propagation de l'onde. Plus la distance sur laquelle s'exerce le vent est longue (ce qu'on appelle le fetch), plus les vagues seront hautes avec une certaine valeur de vent.
Le phénomène de sillage de Kelvin fait aussi intervenir des ondes de gravité. Il s'agit des ondes produites par le passage d'un navire à la surface de l'eau.

### Onde de gravité atmosphérique
Dans l'atmosphère, la densité de l'air varie avec la hauteur au-dessus de la surface terrestre. Il est donc difficile de noter des vagues à la surface de ce fluide mais on peut en créer des oscillations verticales en perturbant la stratification interne de densité. Celles-ci sont un important mécanisme de transfert de mouvement entre les basses couches de l'atmosphère (troposphère) et celles supérieures (mésosphère).
Les ondes de gravité sont engendrées par le passage de fronts dans la masse d'air, par le passage au-dessus d'un relief accidenté ou par une rue de nuages. Une onde de gravité peut aussi se produire à l'avant d'un orage. Les masses d'air en mouvement subissent la pesanteur et la poussée d'Archimède qui les font osciller autour de leur point d'équilibre selon la fréquence de Brunt-Väisälä. La propagation de ces ondes ne peut se faire que dans de l'air dont la densité décroît en altitude, c'est-à-dire stable.
L'onde engendrée est confinée dans une couche autour de leur situation d'équilibre ; cependant, son amplitude aura tendance à augmenter avec la distance horizontale au point de génération. En effet, la vitesse verticale de la parcelle est plus ou moins linéaire près du point d'équilibre car la densité environnante est peu différente, mais elle devient non linéaire quand la parcelle atteint une portion de l'atmosphère de faible densité en altitude. À la longue, l'onde se brise et transfère son énergie à la circulation atmosphérique.

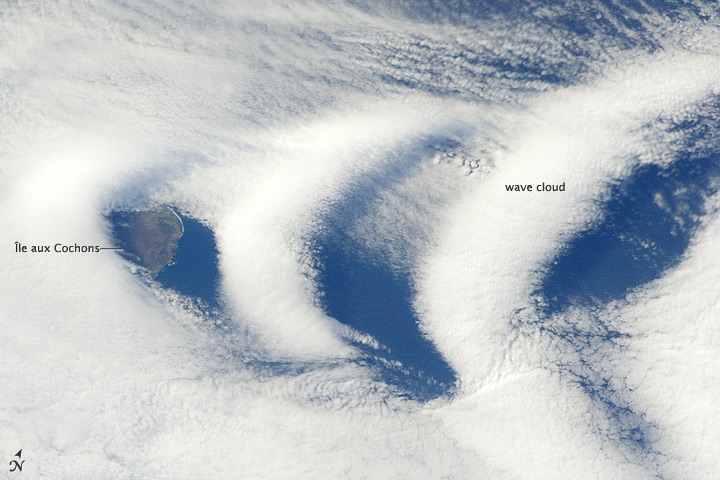
Formation de nuages en forme de vagues sous le vent de l'Île aux Cochons.

Lorsque des masses d'air arrivent au sommet d'un relief, l'air chargé d'humidité s'élève et se refroidit, entraînant la condensation de la vapeur d'eau en nuages. Une fois que les masses d'air passent au-dessus du sommet, elles redescendent et peuvent rencontrer une alternance de couches d'air humide et sec, ce qui permet la formation des nuages vagues discontinus en forme de chevrons. Bien que leur apparence suggère que les nuages se forment dans le sillage de la montagne, c'est en fait la masse d'air qui se déplace, les nuages se formant dans les régions d'air humide et se dissipant dans les régions sèches.
Dans plusieurs circonstances, les ondes de gravité se présentent sous la forme d'ondes stationnaires. L'onde semble figée dans le temps parce que ses ventres et ses nœuds ne se déplacent pas. Ainsi, on retrouve des zones de mouvement descendant sans nuages qui alternent avec des bandes de nuages perpendiculaires à l'axe avec l'obstacle qui a créé l'onde dans les zones de mouvement ascendant. En fait, les parcelles d'air se déplacent le long de cet axe avec le vent mais suivent une composante verticale qui est induite par l'oscillation. Il n'est pas rare que ces ondes stationnaires se propagent verticalement jusqu'à de grandes hauteurs, au point de franchir le seuil de la stratosphère dans le cas d'importantes chaînes de montagnes, comme les Alpes  ou les Andes. Ces ondes de gravité sont très utiles pour la pratique du vol à voile car elles produisent des ascendances laminaires, puissantes et pouvant s'élever à de grandes altitudes. Le record de distance en planeur (3 008 km) a été établi par Klaus Ohlmann dans les Andes en utilisant ces ondes de gravité.
À cause du mouvement vertical qu'on y retrouve, elles sont une des causes possibles de turbulence à basse altitude due à la présence de rotors. Si l'air est trop sec pour produire des nuages, elles pourront surprendre un aéronef se déplaçant dans une zone dégagée.

## Description mathématique
La vitesse de phase {\displaystyle c} d'une onde de gravité linéaire avec un nombre d'onde {\displaystyle k} s'exprime par : 
{\displaystyle c={\sqrt {\frac {g}{k}}}\qquad \ g} est l'accélération gravitationnelle.  
Comme {\displaystyle c=\omega /k} est la vitesse de phase exprimée en pulsation {\displaystyle \omega } et du nombre d'onde {\displaystyle k}, la fréquence de l'onde de gravité devient :
{\displaystyle \omega ={\sqrt {gk}}.}
La vitesse de groupe, la vitesse à laquelle l'énergie est transférée, est : 
{\displaystyle c_{g}={\frac {d\omega }{dk}},}
Ce qui donne pour l'onde de gravité :
{\displaystyle c_{g}={\frac {1}{2}}{\sqrt {\frac {g}{k}}}={\frac {1}{2}}c.}
On remarque que la vitesse de groupe est la moitié de celle de phase, elle est donc dispersive.